# V8 Supercar 2000
V8 Supercar 2000 vanns av Mark Skaife före Garth Tander. Det var Skaifes första av tre raka titlar som han tog i början av 2000-talet.

## Delsegrare
| Bana           | Vinnare         | Märke  | Tvåa            | Märke  | Trea          | Märke  |
| -------------- | --------------- | ------ | --------------- | ------ | ------------- | ------ |
| Phillip Island | Garth Tander    | Holden | Mark Skaife     | Holden | Craig Baird   | Ford   |
| Barbagallo     | Craig Lowndes   | Holden | Mark Skaife     | Holden | Garth Tander  | Holden |
| Adelaide       | Garth Tander    | Holden | Jason Bargwanna | Holden | Glenn Seton   | Ford   |
| Eastern Creek  | Mark Skaife     | Holden | Russell Ingall  | Holden | Glenn Seton   | Ford   |
| Hidden Valley  | Mark Skaife     | Holden | Garth Tander    | Holden | Glenn Seton   | Ford   |
| Canberra       | Steven Richards | Holden | Neil Crompton   | Ford   | Craig Lowndes | Holden |
| Ipswich        | Craig Lowndes   | Holden | Mark Skaife     | Holden | Glenn Seton   | Ford   |
| Winton         | Jason Bargwanna | Holden | Paul Radisich   | Ford   | Glenn Seton   | Ford   |
| Oran Park      | Mark Skaife     | Holden | Garth Tander    | Holden | Mark Larkham  | Ford   |
| Calder Park    | Steven Richards | Holden | Paul Radisich   | Ford   | Garth Tander  | Holden |
| Sandown        | Paul Radisich   | Ford   | Steven Ellery   | Ford   | Mark Skaife   | Holden |

## Endurancerace
| Bana          | Vinnare            | Märke  | Tvåor              | Märke  | Treor               | Märke  |
| ------------- | ------------------ | ------ | ------------------ | ------ | ------------------- | ------ |
| Ipswich 500   | Lowndes / Skaife   | Holden | Tander / Bargwanna | Holden | Murphy / S Richards | Holden |
| Bathurst 1000 | Tander / Bargwanna | Holden | Radisich / Bright  | Ford   | Murphy / S Richards | Holden |

## Slutställning
| Plats | Förare          | Märke  | Poäng |
| ----- | --------------- | ------ | ----- |
| 1     | Mark Skaife     | Holden | 1570  |
| 2     | Garth Tander    | Holden | 1433  |
| 3     | Craig Lowndes   | Holden | 1310  |
| 4     | Paul Radisich   | Ford   | 1260  |
| 5     | Glenn Seton     | Ford   | 1133  |
| 6     | Greg Murphy     | Holden | 1108  |
| 7     | Jason Bargwanna | Holden | 1054  |
| 8     | Steven Richards | Holden | 993   |
| 9     | Russell Ingall  | Holden | 953   |
| 10    | Tony Longhurst  | Ford   | 866   |